# España (Trolebús de Quito)
España es la decimosegunda parada del Corredor Trolebús, en el sur de la ciudad de Quito. Se ubica en la avenida teniente Hugo Ortiz, intersección con Francisco Pérez, en la parroquia San Bartolo. Fue construida durante la administración del alcalde Roque Sevilla e inaugurada durante la administración de Paco Moncayo (2000), como parte de la primera ampliación del sistema hacia el extremo más meridional de la urbe, esta parada tiene un diseño en particular, es una estación pero ninguna línea hace integración en ella, sirviendo como paradas normales, esto se debe a que este andén fue construido en honor a la colaboración de España en su construcción, por eso es que esta parada lleva ese nombre y su icono es la corona de la Reina de España, solo apreciable saliendo del andén o en los letreros informativos.
Toma su nombre del barrio homónimo en el que se encuentra la estructura, sirviendo al sector circundante.